# Trochocyathus rawsoni
Trochocyathus rawsoni är en korallart som beskrevs av Pourtalès 1874. Trochocyathus rawsoni ingår i släktet Trochocyathus och familjen Caryophylliidae. Inga underarter finns listade i Catalogue of Life.